# پادریک کیوسک
پادریک کیوسک (ایرلندی: Pádraig Cusack؛ ‏ایرلندی: [ˈpˠaːd̪ˠɾˠəɟ]) بازیگر تئاتر و تهیه‌کنندهٔ اجرایی اهل ایرلند است. وی نویسنده و نمایشنامه‌نویس هم هست و در این زمینه برندهٔ جوایز مهمی شده است.